# SlimLine

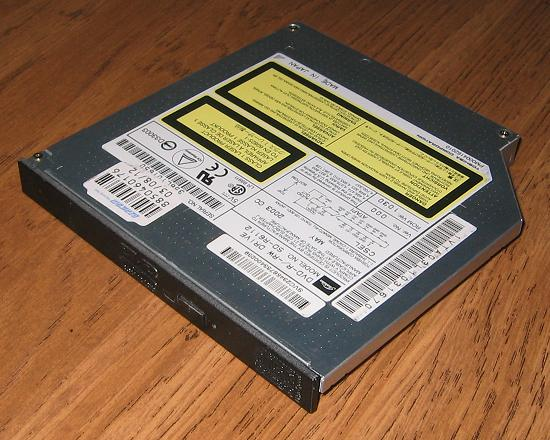
Toshiba-SD-6112-SlimLine-DVD-Brenner

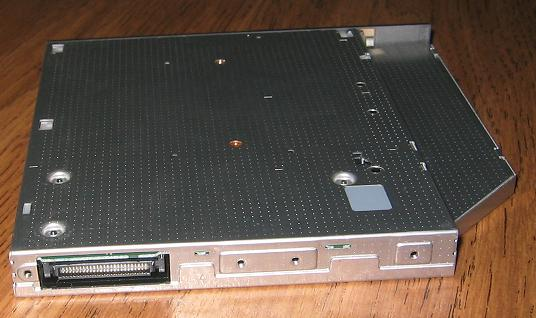
Laufwerk, Ansicht von hinten, man erkennt den Connector (hier: Slim-ATAPI)

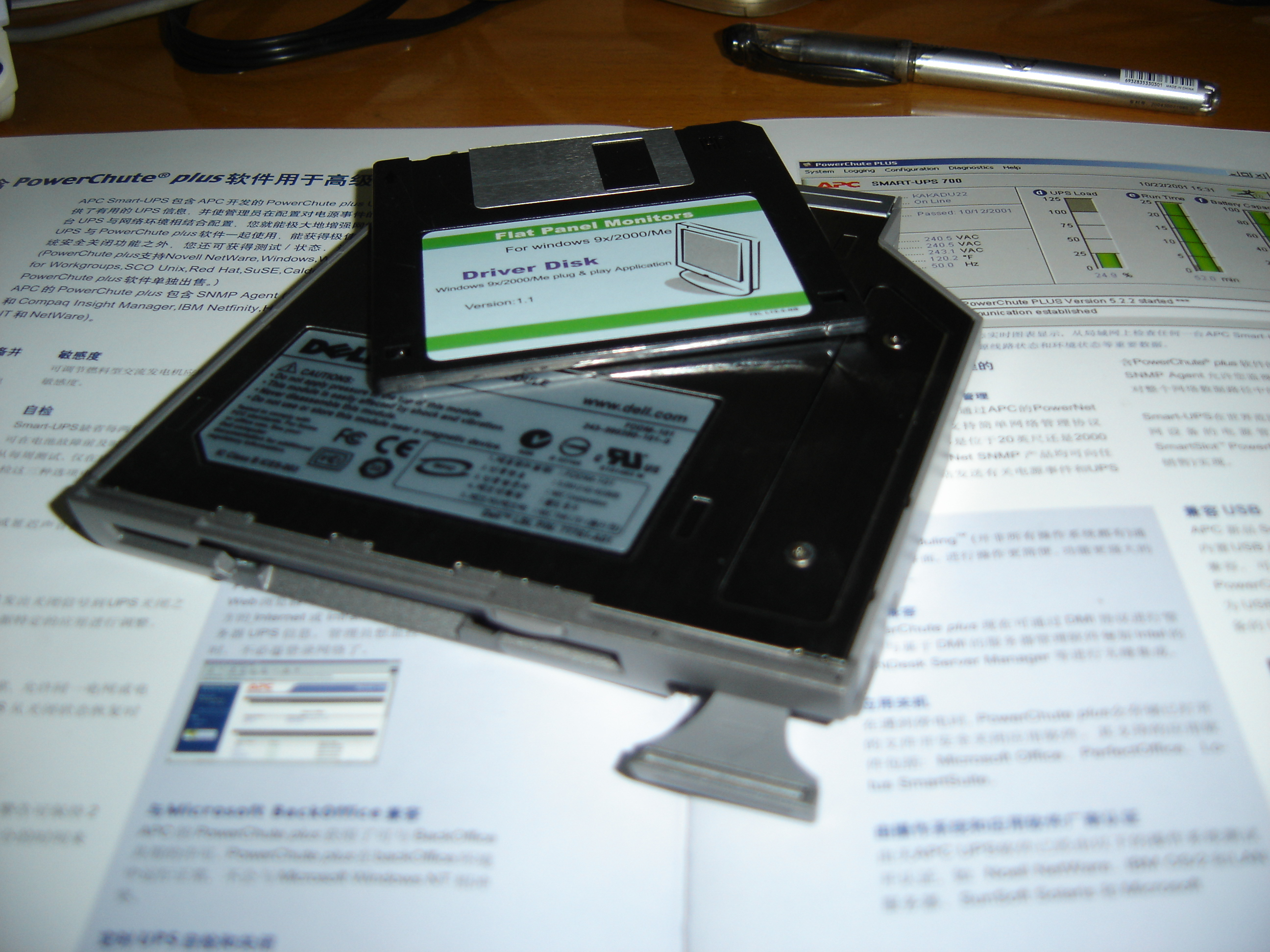
SlimeLine-Diskettenlaufwerk

SlimLine (englisch für „schlanke Linie“) ist ein Ausdruck, der im EDV- und Unterhaltungselektronikbereich verringerte Baugrößen für Laufwerke beschreibt. Der Ausdruck findet Verwendung bei Notebooks, DVD-Playern, Digitalkameras, Spielkonsolen und vielem mehr.

## Im EDV-Bereich
Im EDV-Bereich wird der Ausdruck hauptsächlich mit Notebook-Teilen in Verbindung gebracht. Es gibt außer bei optischen Laufwerken keinen eigentlichen Standard dafür. SlimLine-Bauweisen werden hierfür zum Beispiel bei Akkumulatoren und Diskettenlaufwerken verwendet. Manche Hersteller haben einen eigenen Standard entwickelt, um in einen Slot verschiedene Komponenten aufzunehmen. Acer zum Beispiel nennt seinen eigenen Standard Mediabay, bei ThinkPad-Laptops wird der Slot-Standard UltraBay genannt. Er kann Diskettenlaufwerke, optische Laufwerke, Akkumulatoren oder Festplatten aufnehmen.

### Optische Laufwerke

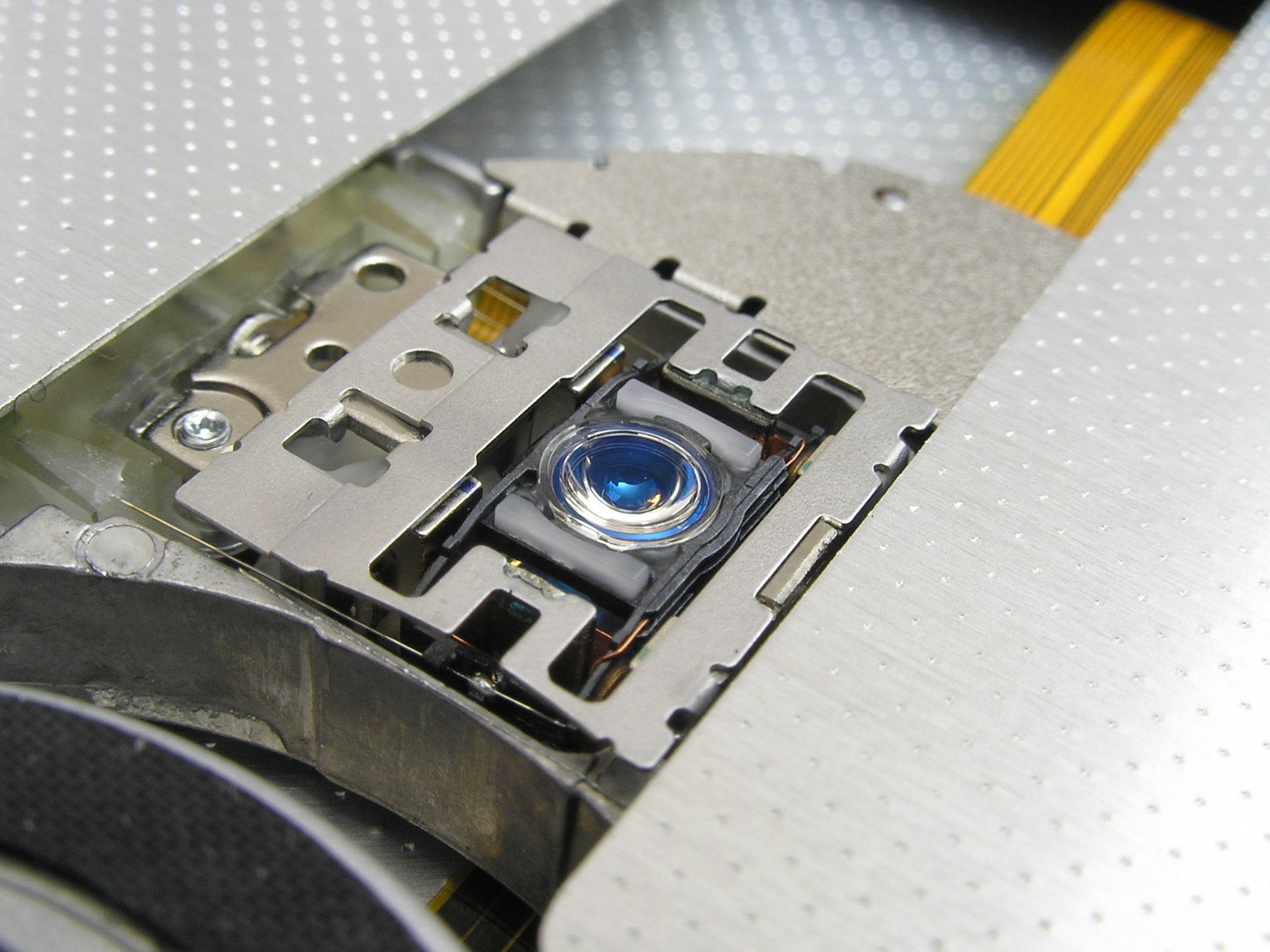
Schreib- und Leseeinheit eines optischen Laufwerks

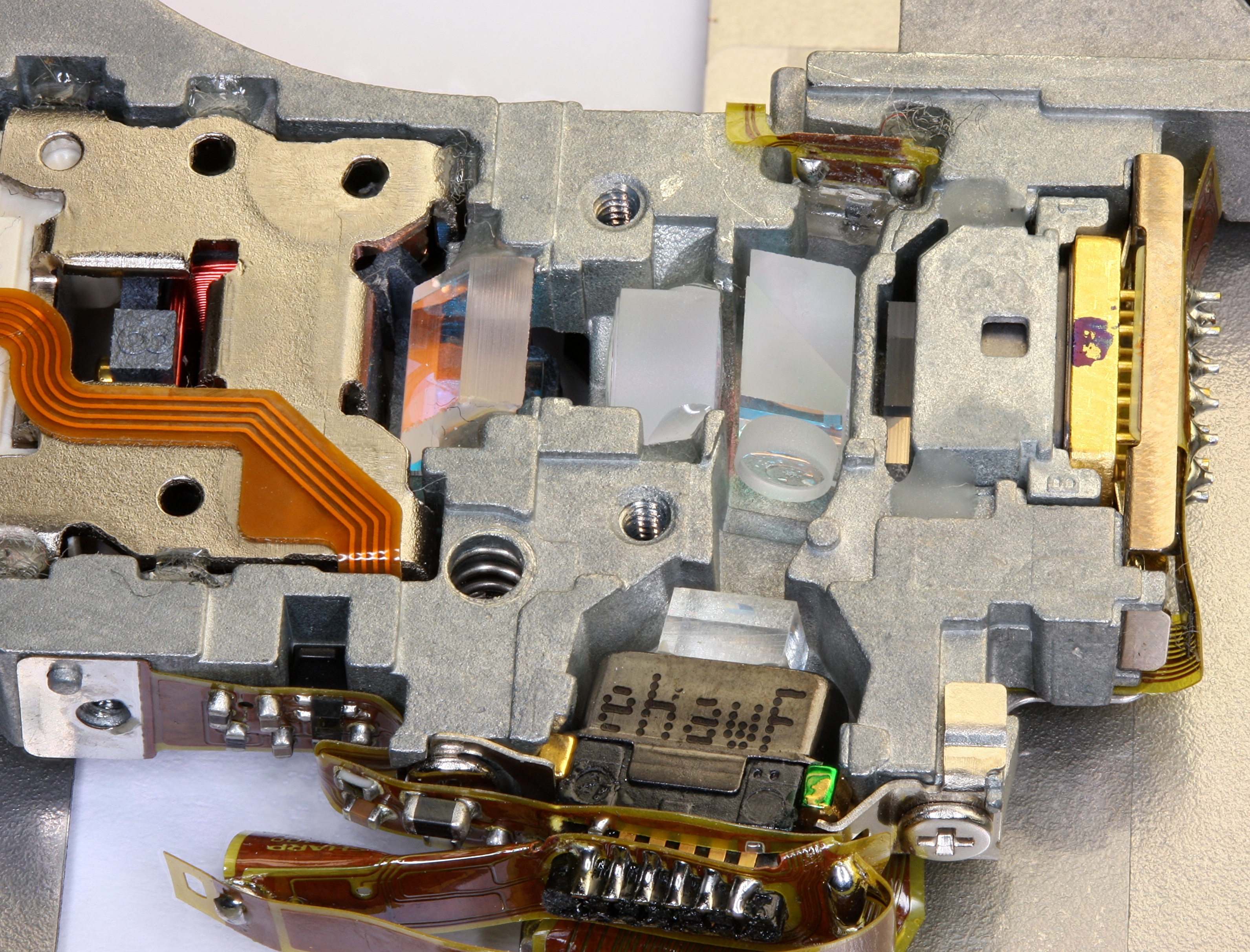
Laser von der Unterseite

Optische Laufwerke wie CD/DVD-ROM-Laufwerke und CD/DVD-Brenner sind die einzigen SlimLine-Geräte mit weitgehend einheitlichen Abmessungen. Üblich sind 12,7 mm Höhe, 128 mm Breite und 129 mm Tiefe. Die Frontseite ist mit einer Blende (engl. Bezel) bestückt, die etwas größer als der Querschnitt des eigentlichen Geräts ist. Ursprünglich hatte fast jeder Hersteller eine andere Bauart der Blende. Spätestens Anfang der 2000er Jahre hatten sich Hersteller auf einen Standard namens General Bezel Assembling Standard (GBAS) geeinigt. Demzufolge muss die Blende nur noch zur Form und Farbe des Computers passen.
Auf der Rückseite befindet sich meist ein SATA-Anschluss. Geräte mit dem veralteten 50-poligen ATAPI-Anschluss sind kaum noch erhältlich. Bei ATAPI-Geräten war eventuell trotz Hardwarekompatibilität ein zusätzliches BIOS-Update (soweit verfügbar) für den Betrieb eines Austauschgerätes im SlimLine-Schacht erforderlich, aber nur in seltenen Fällen. ATAPI-SlimLine-Laufwerke besitzen zudem keine Jumper und funktionieren unter Umständen in manchen Notebooks nicht, weil das Laufwerk sich standardmäßig mit einer festen Einstellung am Bus anmeldet, die nur softwareseitig durch ein Firmware-Update des Herstellers änderbar ist, sofern dieser die Möglichkeit bietet. Liefert der Hersteller keine Lösung, so ist auch ein Umbau auf der Lötseite des Anschlusses durch Trennen oder Schließen von zwei Anschlüssen am Connector (Pin 47 & Pin 45) möglich. Meistens werden die Laufwerke mit der Einstellung Master oder CableSelect ausgeliefert. Bei SATA ist aufgrund der Tatsache, dass nur ein Laufwerk pro Anschluss angeschlossen werden kann, keinerlei Einstellung mehr erforderlich.
Wegen ihrer geringen Bauhöhe werden Slimline-Laufwerke auch in Computern verbaut, die für den Einbau in 19-Zoll-Racks ausgelegt sind. Auch mobile Gehäuse nach SlimLine-Norm ermöglichen kleinere Formfaktoren für optische Laufwerke als die üblichen 5,25-Zoll-Geräte. Bevor optische Laufwerke in Notebooks unüblich wurden, gab es für die seinerzeit Subnotebooks genannten Ausführungen (deren Größe etwa einem DIN A5-Papierblatt entsprach) auch noch dünnere optische Laufwerke, sogenannte Ultra-Slimline bzw. UltraSlim mit 9,5 mm Bauhöhe.

## Weitere Verwendung des Ausdrucks SlimLine
- Besonders flache CD- und DVD-Verpackungen werden ebenfalls als SlimLine oder auch Slimcase bezeichnet.
- Mehrere Hersteller bieten besonders flache Slimline-Tastaturen an.